# Kostel svatého Michaela archanděla (Bochov)
Kostel svatého Michaela archanděla je farní kostel v Bochově nedaleko Karlových Varů. Hlavním slohem je baroko. Díky své mohutnosti je krajinotvorným prvkem i významným bodem města.

## Historie

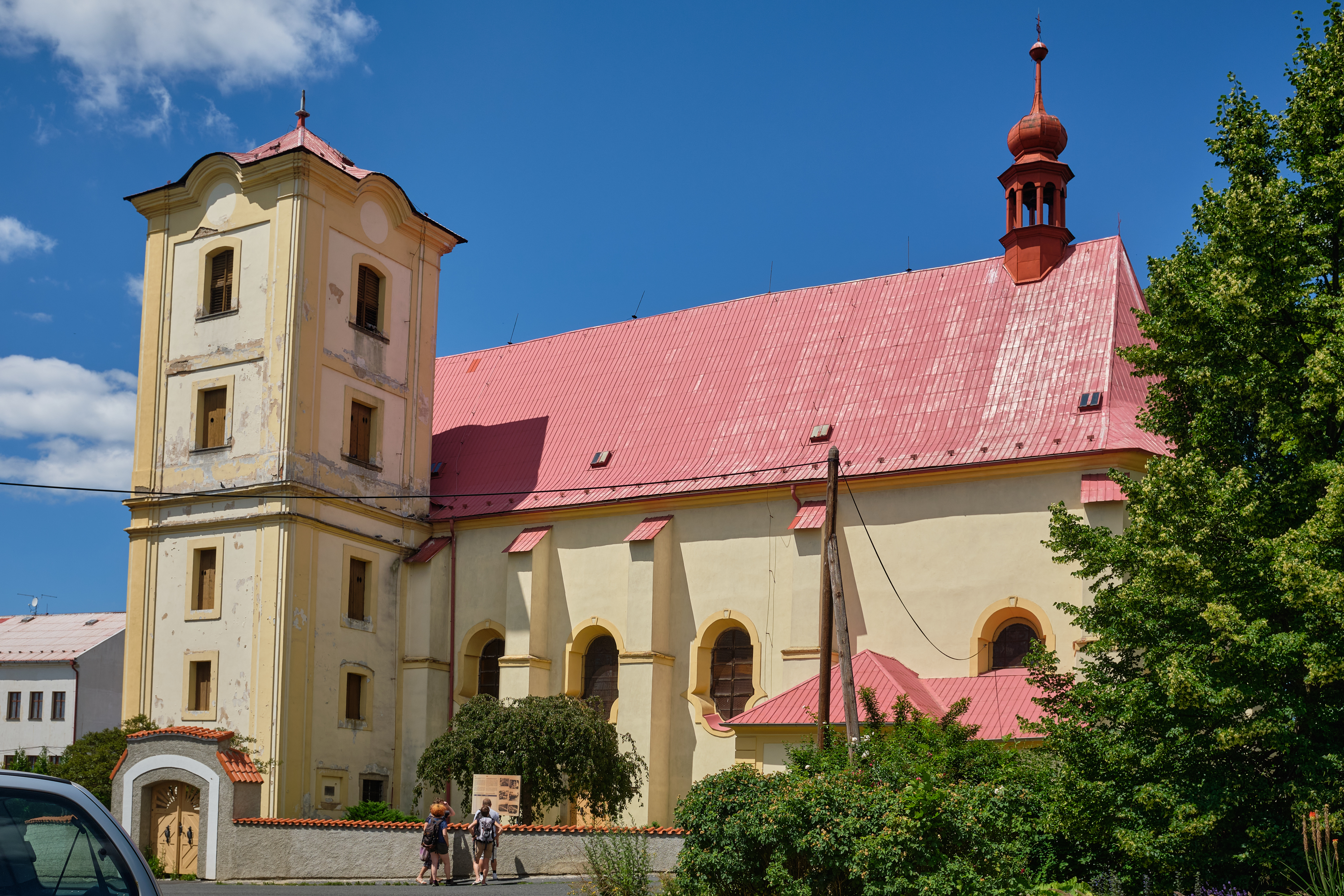
Jižní průčelí

Kostel byl postaven v 15. století, kdy nahradil dosavadní kostel svatého Jakuba. Již v roce 1437 byl zničen Husity, za štědré pomocí města Chebu byl obnoven. O osm let později kostel vyhořel a roku 1469 jej vyplenilo vojsko Jiřího z Poděbrad. V letech 1556 až 1624 se ve farnosti šířilo protestantství a v kostele působil luteránský kazatel. Roku 1597 byl kostel renesančně přestavěn na náklady Adama staršího Steinsdorfa ze Steinsdorfu. Ten si zde nechal zřídit rodovou hrobku.
Po bitvě na Bílé hoře byli do kostela s pomocí kláštera v Teplé dosazeni noví kněží. Roku 1666 kostel vyhořel, v průběhu let 1666 a 1667 byl na náklady Černínů barokně přestavěn. Roku 1667 byly do věže zavěšený nové zvony, ty staré byly zničeny při požáru roku 1666.
V roce 1744 byl kostel zbarokizován a vybaven jednotným barokním mobiliářem. O šest let později byla vystavěna nová fara. Roku 1784 byl zrušen hřbitov u kostela a o rok později byl vysvěcen nový hřbitov za budovou fary.
I přes rekonstrukci v 50. letech 20. století byl kostel po sametové revoluci ve velmi špatném stavu, uvnitř se však stále sloužily mše svaté. V 90. letech proběhla menší rekonstrukce nejvíce poškozených částí kostela, na přelomu 20. a 21. století (1999 až 2002) pak došlo k celkové rekonstrukci kostela. V roce 2009 byla postavena nová střecha.

## Varhany
Varhany v kostele byly roku 1780 vystavěny loketským varhanářem Johannem Georgem Ignatzem Schmidtem na kruchtě kostela nové varhany za 900 zlatých. Roku 1823 byly varhany poprvé vyčištěny a přeladěny, opravovány pak byly znovu roku 1845. Varhany byly znovu roku 1947 opravovány a čištěny. V 90. letech byl instalován nový měch a ventilátor.